# Juniper Lee
Juniper Lee (version originale : The Life and Times of Juniper Lee) est une série d'animation américaine créée par Judd Winick, et produite par Cartoon Network Studios, initialement diffusée entre le 30 mai 2005 et le 9 avril 2007 sur la chaîne de télévision Cartoon Network aux États-Unis.
En France, la série a été diffusée sur Cartoon Network puis rediffusé sur Gulli et Boing. Au Québec, la série a été diffusée sur Télétoon. En Suisse, la série a été diffusée sur TSR 2

## Scénario
La série se centre sur une jeune fille et protagoniste de onze ans, Juniper Lee, vivant à Orchid Bay City. Cette ville grouille d'activité magique, et est secrètement peuplée, en plus des humains, de différents démons, esprits, monstres et autres créatures surnaturelles, bonnes ou mauvaises. Le monde magique et celui des humains ont été séparés par une barrière magique, empêchant les humains de voir ces créatures et tout ce qui les concerne. Récemment, Juniper a été nommée la nouvelle « Te Xuan Ze » (littéralement « La Protectrice »), ce qui lui donne la responsabilité de maintenir l'équilibre entre les deux mondes. À cette fin, elle est renforcée magiquement, ce qui la rend plus forte et plus rapide qu'un humain ordinaire, et peut utiliser divers procédés magiques pour l'aider. Son rôle de maintenir la balance interfère souvent avec sa vie personnelle, y compris ses devoirs scolaires et sa vie sociale. De plus, elle doit défendre les deux mondes à la fois, combattant aussi bien les monstres menaçant le monde des humains que des humains menaçant celui des monstres.

## Personnages
- Juniper « June » Kim Lee : une jeune fille de onze ans aux origines chinoises, et l'héroïne de la série. Juniper est l'actuelle « Te Xuan Ze », chargée de maintenir l'équilibre entre le monde magique et le monde des humains. En tant que Te Xuan Ze, elle possède des dons en magie, à commencer par celui de voir à travers la barrière magique, et donc de voir les êtres magiques. Ses pouvoirs la rendant aussi beaucoup plus forte et plus rapide que la normale[4]. Douée au combat, mais relativement peu éduqué dans la magie, elle tend à surtout compter sur la forte brute, son talent pour les insultes, l'aide de son chien Monroe et les conseils de sa grand-mère pour réussir sa mission. Le symbole sur son T-shirt symbolise la protection, en allusion à son rôle de protectrice[6].

- Jasmine Lee/Ah-Ma : la grand-mère de Juniper, et la précédente Te Xuan Ze, considérée par beaucoup dans le monde magique comme la meilleure qu'il y ait jamais eu pour ce rôle (ce qui la met mal à l'aise). Calme, mais parfois dure si nécessaire, elle conseille à présent Juniper sur la magie, et l'aide en cas de besoin. En tant qu'ancienne Te Xuan Ze, Jasmine possède toujours une force et une vitesse magiquement améliorée, mais son grand âge (69 ans) l'a affaiblit, et la rend moins forte que sa petite-fille[6].

- Monroe : un chien anthropomorphe avec un accent écossais, âgé de plusieurs siècles durant lesquels il a assisté les différents Te Xuan Ze[3]. En conséquence, il est assez doué dans l'usage de la magie, mais ses capacités à s'en servir sont plus limités en raison de ses pattes courtes qui le gênent pour saisir les objets. Étant enchanté, il est aussi intelligent qu'un humain, et peut être compris par tous ceux qui voient à travers la barrière magique (alors que les autres ne peuvent que l'entendre aboyer)[6].

- Ray Ray Lee : le petit frère Juniper. Âgé de huit ans, Ray Ray est immature, hyperactif et imprudent, il se met souvent dans des situations dangereuses, allant parfois jusqu'à attirer des monstres sur place pour voir sa sœur se battre. À la suite d'un accident durant lequel il a tenté de porter secours à sa sœur contre des démons, une part des pouvoirs de Juniper ont été transférés en lui, lui donnant la faculté de voir lui aussi à travers la barrière magique. Pour l'instant, il ne semble pas avoir développé les autres facultés, mais Jasmine a laissé entendre que cela pourrait arriver lorsqu'il grandirait[6]. Il faut noter que depuis l'épisode 1 de la saison 2, il possède un nouveau corps identique à l'ancien créé à partir d'une potion, son corps original ayant été transformé en un énorme monstre à la suite de l'ingestion d'une autre potion.

## Production
Selon Sarah Wenk, rédactrice au site Common Sense Media, Juniper Lee est largement inspirée de la sitcom Buffy contre les vampires. La série se déroule dans la fictive de Orchid Bay City, qui ressemble fortement à San Francisco, aux États-Unis. 

## Distribution
| Personnages notables | Voix originales        | Voix françaises                             |
| -------------------- | ---------------------- | ------------------------------------------- |
| Juniper Lee          | Lara Jill Miller       | Chantal Macé Barbara Beretta (voix chantée) |
| Jasmine Lee          | Amy Hill               | Monique Thierry                             |
| Ray Ray Lee          | Kath Soucie            | Nathalie Bienaimé                           |
| Monroe               | Carlos Alazraqui       | Pascal Nowak                                |
| Ophélia Ramírez      | Candi Milo             | Céline Ronté                                |
| Jody Irwin           | Colleen O'Shaughnessey | Laura Préjean                               |
| Marcus Conner        | Phil LaMarr            | Fabien Gravillon                            |
| Roger Radcliffe      | Tara Strong            | Kelyan Blanc                                |
| Gigi                 | Kath Soucie            | Brigitte Virtudes                           |

## Épisodes
Juniper Lee est initialement diffusée entre le 30 mai 2005 et le 9 avril 2007 sur la chaîne de télévision Cartoon Network aux États-Unis. En France, la série a été diffusée sur Cartoon Network et rediffusé sur Boing[Quand ?]. Le 10 septembre 2005, il est annoncé que la série serait diffusée sur Cartoon Network (Inde).

### Première saison (2005)
1. Et la fête continue ! (It's Your Party and I'll Whine If I Want To)
2. Mise à sac (It Takes a Pillage)
3. Poisson d'avril (New Trickster in Town)
4. Une histoire de momie à dormir debout... (I've Got My Mind on My Mummy and My Mummy on My Mind)
5. Hector, le batoot (Not in My Backyard)
6. Le marchand de sable (Enter Sandman)
7. Le retour de la sorcière (Ding Dong the Witch Ain't Dead)
8. Je pourrais m'en sortir avec l’aide de mon elf (I'll Get By With a Little Help From Elf)
9. L'univers du jeu de rôles grandeur nature (The World According to L.A.R.P.)
10. La magie prend des vacances (Magic Takes a Holiday)
11. Vis ma vie (Take My Life, Please)
12. Tel père, tel fils (Meet the Parent)
13. La grande convergence magique (Magic Can)

### Deuxième saison (2005-2006)
1. Le double de Ray Ray (Oh Brother, What art Thou ?)
2. Formidable Juniper Lee (It's the Great Pumpkin, Juniper Lee)
3. La grande évasion (The Great Escape)
4. La démonesse (Picture Day)
5. Monstre Academy (Star Quality)
6. La boule de neige (There's No Mitzvah Like Snow Mitzvah)
7. Servez vous de vos poings (Bada Bing Bada Boomfist)
8. Une baby-sitter d'enfer (Adventures in Babysitting)
9. Titre français inconnu (June's Egg-Cellent Adventure: Juniper Lee Meets the Easter Bunny)
10. Je t'ai dans la peau (I've Got You Under My Skin)
11. Les belettes-dragons attaquent (Welcome Bat Otter)
12. Le concours canin (Dog Show Afternoon)
13. Le cavalier rêvé (Dream Date)

### Troisième saison (2006-2007)
1. Une famille monstrueuse (Party Monsters)
2. C'est qui ton papa ? (Who's Your Daddy ?)
3. La bataille de l’eau (Water We Fighting For ?)
4. Le village des bigfoots (Feets Too Big)
5. L’heureuse élue (Citizen June)
6. Soirée Pyjama (Make Me Up Before You Go-Go)
7. Le retour de Ka Yee (Out of the Past)
8. Menace sur la ville (Sealed with a Fist)
9. Grandiose petite Hah Mah (Little Big Mah)
10. Un monde sans Juni (Te Xuan Me?)
11. Une faim de monstre (Food for Naught)
12. Monroe a plus d'un tour dans son sac ! (A Helping H.A.M.)
13. C'est dans la boîte (The Kids Stay in the Picture)
14. Tous les moyens sont bons (Every Witch Way but Loose)